# Златополе
 Тази статия е за селото.  За защитената природна местност вижте Злато поле (защитена местност).  
Злато поле е село в Южна България. То се намира в община Димитровград, област Хасково.

## История
До 1888 година името на селото е Пиринчлии, а до 1950 година – Златица.

## Културни и природни забележителности

### Защитена местност „Злато поле“
В непосредствена близост до с. Златополе, на левия бряг на река Марица се намира защитената местност „Златополе“. Там е най-голямата влажна зона с естествен характер по поречието на река Марица. Обхваща части от землищата на селата Нова Надежда (община Хасково), Брод, Райново и Златополе (община Димитровград). Тя включва комплекс от свързани един с друг водни басейни с различна форма, големина и дълбочина, тръстикови и папурови масиви, острови и пасища. Защитената територия се е формирала в резултат изграждането на дига, която откъсва реката от нейното старо корито. Отделеният през 60-те години участък от реката е с формата на подкова и е с дължина около 2 км. В резултат на човешката дейност в западната част на Мъртвицата, а именно добива на инертни материали са се образували повечето от водните огледала, формиращи комплекса на влажната зона. Източната част е останала непроменена, обраснала с папур, тръстика и ракита. Влажните зони в Тракийската низина съхраняват неоценимо богатство от растителен и животински свят. Те са последните оазиси на редки растителни и животински видове, заплашени от изчезване, единствен начин за съхраняване на естествените местообитания на много редки птици: малък корморан, малка бяла, нощна и гривеста чапла, голям воден бик, тръстиков блатар, мустакат синигер и голям брой водоплаващи птици.
Злато поле е обявено за защитена местност от 11.08.2001 година със заповед № РД-476 на МОСВ (ДВ 73/2001 г.) по предложение на САЕП „Гео“ и СНЦ „Зелени Балкани“. Площта на защитена територия е 84,79 ха.
В защитената местност са забранени:
- ново строителство;
- добив на инертни материали;
- водочерпене при спадане на нивото под 1,5 м от билото на остров №10;
- опожаряване на тръстикови и папурови масиви, без съгласуване с МОСВ;
- голи сечи в горските насаждения;
- промяна предназначението на земята на островите;
- отдаването за ползване на площи и водоеми без съгласуване от РИОСВ;
- извършване на лов и ловностопански мероприятия.[3]